# Ясная Поляна (Краматорский район)
Ясная Поляна (укр. Ясна Поляна) — посёлок, входит в Краматорский городской совет Донецкой области Украины.

## Географическое положение
Находится на речке Маячка (приток реки Казенный Торец).

## История
Во время Великой Отечественной войны в 1941—1943 селение находилось под немецкой оккупацией.
В 1962 года — посёлок городского типа.

## Динамика численности населения
| 1970 | 1979 | 1989 | 1992 | 1999 | 2001 | 2014 |
| ---- | ---- | ---- | ---- | ---- | ---- | ---- |
| 3016 | 2574 | 1428 | 1400 | 1500 | 2254 | 2148 |

## Местный совет
84393, Донецька обл., Краматорська міськрада, смт. Шабельківка, вул. Волгодонська, 85  (укр.)